# علي الشاوش
علي الشاوش ولد في 26 يونيو 1948 في بوعرادة، هو سياسي تونسي.

## السيرة الذاتية

### البدايات
تحصل علي الشاوش على الإجازة في العلوم الاقتصادية من جامعة تونس في 1970. عين مباشرة مساعدا تنفيذيا (1970) ثم رئيس قسم (1972) في الشركة الوطنية العقارية للبلاد التونسية. أصبح بعدها نائب المدير العام لشركة الاقتصاد المختلط للتخطيط بتونس في 1981، ثم في 1982 عين رئيس مدير عام وكالة التهذيب والتجديد العمراني.

بعد وصول زين العابدين بن علي للحكم إثر إنقلاب 7 نوفمبر 1987 الأبيض، عين في منصب والي مدنين في 21 نوفمبر 1987، ثم رئيس مدير عام الوكالة العقارية للسكنى.

### الحكومة
دخل لأول مرة للحكومة في 31 يوليو 1992 ككاتب دولة لدى وزير الصحة. ثم في 14 يونيو 1993، أصبح وزير التجهيز في حكومة حامد القروي، قبل أن يصبح وزيرا للداخلية في 9 أكتوبر 1997 في نفس الحكومة. غادر منصبه في الحكومة في 26 نوفمبر 1999، عندما عينه رئيس الجمهورية على رأس المجلس الاقتصادي والاجتماعي. عاد للحكومة في 17 أغسطس 2005 ليتحمل منصب وزير الشؤون الاجتماعية والتضامن والتونسيين بالخارج. غادر منصبه الحكومي في 14 يناير 2010، قبل أن يتم تعيينه سفيرا لتونس في النمسا وممثلها لدى الوكالة الدولية للطاقة الذرية في 22 مارس 2010 وذلك حتى 5 أكتوبر 2011.

### التجمع الدستوري الديمقراطي
في 19 نوفمبر 1991، عين أمين دائم لحزب التجمع الدستوري الديمقراطي مكلف بالهياكل والتعبئة. في يوليو 1993، عين عضوا في اللجنة المركزية للتجمع. في الانتخابات التشريعية التونسية 1994، أصبح نائبا في مجلس النواب. بين 28 نوفمبر 1997 و18 نوفمبر 1999 كان عضو المكتب السياسي للحزب، ثم عاد ليصبح عضوا فيه بين 5 ديسمبر 2000 و8 سبتمبر 2005 بصفته الأمين العام للتجمع.

## التتبعات القضائية
في 6 مايو 2011، رفعت ضده شكوى بتهمة إساءة استخدام السلطة واختلاس المال العام. في أكتوبر 2011، مثل أمام القضاء لاستنطاقه حول قضايا تعذيب.

## الحياة الخاصة
علي الشاوش متزوج وأب لثلاثة أطفال.

## مقالات ذات صلة
- حكومة حامد القروي